# Колёсный танк

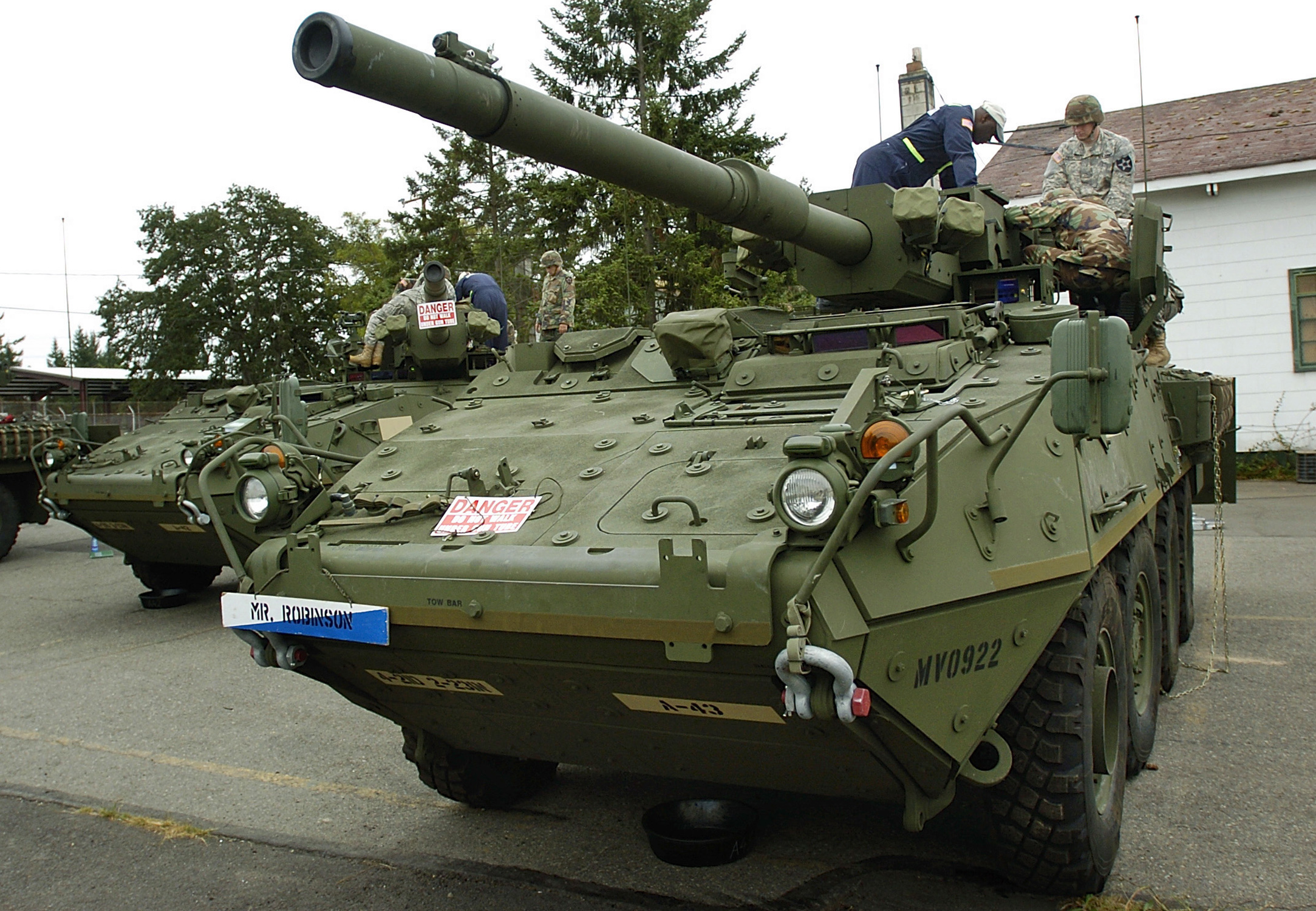
Stryker M1128 MGS

Колёсный танк — неофициальный термин, употребляемый по отношению к ряду современных тяжёлых пушечных бронеавтомобилей (иногда классифицируемых также как колёсные истребители танков или машины огневой поддержки пехоты), основные характеристики которых близки к таковым у современных лёгких танков и даже основных танков.
По сравнению с лёгкими танками такие бронеавтомобили обладают повышенной скоростью передвижения и меньшим воздействием на дорожное полотно при сравнимой проходимости на пересечённой местности (что обеспечивает специализированная многоосная полноприводная ходовая часть с системой централизованного регулирования давления воздуха в шинах), а также сравнимыми огневой мощью и возможностью манёвра огнём (боевые машины оснащаются танковыми орудиями в полноповоротных башенных установках). Вместе с тем, колёсная ходовая часть существенно ограничивает массу броневого автомобиля, при которой он будет сохранять приемлемую подвижность — в результате чего «колёсные танки» имеют бронирование, защищающее лишь от пуль, осколков и снарядов малокалиберных орудий, что существенно ограничивает область их применения и делает в принципе неспособными составить полноценную альтернативу основным танкам.

## История

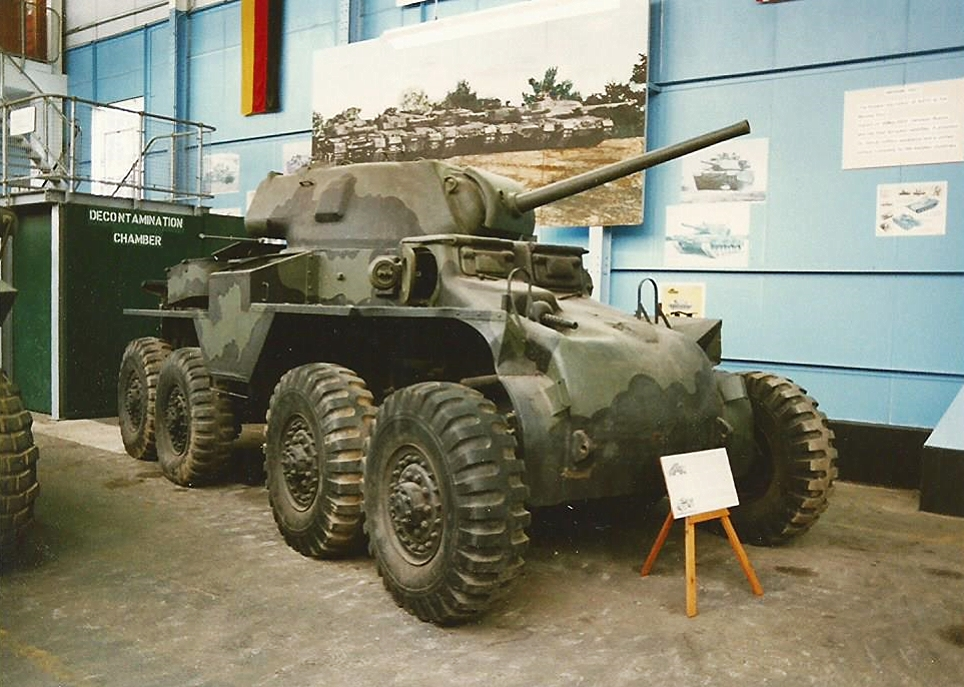
T18 — тяжёлый бронеавтомобиль США периода Второй мировой войны. Калибр орудия 57-мм.

Идея создания лёгкого и высокомобильного «колёсного танка» — броневого автомобиля, по своей огневой мощи и проходимости не уступавшего бы танку традиционной конструкции — появилась вскоре после появления бронеавтомобилей. Колесный танк можно считать преемником тяжёлых пушечных бронеавтомобилей Первой и Второй мировых войн. К примеру, советские БА-3 и БА-10 уже в 1930-х годах были оснащены пушками 20-К , которые тогда ставили на Т-26 и БТ-7 . Позже появились бронеавтомобили с подобными пушками в других странах: британские AEC , Coventry , которые могли оснащаться 40-мм QF 2-pdr , 57-мм QF 6-pdr или QF 75 mm пушками и немецкие Sd.Kfz. 234 из 50-мм L/60 KwK 39 , 75-мм L/24 KwK 37 и 75-мм L/46 PaK 40. После войны также выпускались подобные БА, такие как британский FV601 Saladin с 76-мм пушкой. В 1920—1930-х годах во многих странах велись эксперименты и даже стояли на вооружении и выпускались серийно колёсно-гусеничные танки. В Италии в 1920-е годы велись эксперименты с колёсным Ansaldo Armored Car. близок к концепции современного «колесного танка» был выпускавшийся во время Второй мировой войны германский тяжелый бронеавтомобиль Sd.Kfz.234/2 «Пума».
Однако полноценно реализовать идею удалось лишь во второй половине XX века. Советский проект истребителя танков 2С14 «Жало-С» развития не получил. Первой современной серийной машиной такого типа принято считать французский бронеавтомобиль AMX-10RC, созданный в начале 1970-х годов. Помимо него, в настоящее время подобные машины созданы и в других странах.
| Название                | Изображение | Производство         | Калибр орудия, мм                         | Колёсная формула |
| ----------------------- | ----------- | -------------------- | ----------------------------------------- | ---------------- |
| Maneuver Combat Vehicle |             | Япония               | 105                                       | 8×8              |
| Stryker M1128 MGS       |             | США                  | 105                                       | 8×8              |
| AMX-10RC                |             | Франция              | 105                                       | 6×6              |
| Centauro                |             | Италия               | 105 (B1)/120 (Centauro 120 и Centauro II) | 8×8              |
| MOWAG Piranha IIIC DF90 |             | Швейцария            | 90                                        | 8×8              |
| CM-32 Yunpao            |             | Китайская Республика | 105                                       | 8×8              |
| Rooikat 105             |             | ЮАР                  | 105                                       | 8×8              |
| ZTL-11                  |             | Китай                | 105                                       | 8×8              |